# هيلدا هيلز
هيلدا هيلز (18 يوليو 1913 - 2003) (بالإنجليزية: Hilda Hills)‏ هي لاعبة كريكت أسترالية. شاركت مع منتخب أستراليا الوطني للكريكت.

## وصلات خارجية
- هيلدا هيلز على موقع إي آس بي آن كريك إنفو (الإنجليزية)